# Kyron McMaster
Kyron McMaster, född 3 januari 1997, är en friidrottare från Brittiska Jungfruöarna som tävlar i kortdistanslöpning och hinderlöpning.

## Karriär
Vid världsmästerskapen i friidrott år 2023 i Budapest vann han silver på 400 meter hinder. Vi de olympiska sommarspelen 2020 slutade han på samma distans på en fjärde plats.